# Canoagem nos Jogos Pan-Americanos de 2007 - K-1 500 m feminino
A competição de K-1 500 metros feminino foi um dos eventos da canoagem nos Jogos Pan-Americanos de 2007, realizado no Estádio de Remo da Lagoa nos dias 26 e 28 de julho. 10 atletas disputaram a prova.

## Medalhistas
| Ouro   | CAN Jill D'Alessio       |
| Prata  | ARG Fernanda Lauro       |
| Bronze | MEX Anca Ionela Mateescu |

## Resultados
As dez competidoras foram divididas em duas séries na primeira fase. As três melhores em cada série se classificaram para a final e as restantes disputaram a semifinal. As três primeiras na semifinal juntaram-se as anteriormente classificadas na final.

### Eliminatórias
A primeira fase foi disputada em 26 de julho.
| 1 | CUB Dayexi Gandarela | 2m08s230 | QF |
| 2 | USA Jennifer Burke   | 2m09s080 | QF |
| 3 | BRA Naiane Pereira   | 2m09s164 | QF |
| 4 | VEN Zulmarys Sánchez | 2m09s168 | QS |
| — | BOL Amparo Gúzman    | DNS      |    |

| 1 | CAN Jill D'Alessio       | 2m04s505 | QF |
| 2 | ARG Fernanda Lauro       | 2m05s369 | QF |
| 3 | MEX Anca Ionela Mateescu | 2m08s699 | QF |
| 4 | CHI Fabiola Zamorano     | 2m09s323 | QS |
| 5 | COL Aura María Escamilla | 2m09s453 | QS |

### Semifinal
A semifinal foi disputada em 26 de julho. Com a desistência de Amparo Gúzman, da Bolívia, as três competidoras na semifinal garantiram classificação para a final.
| Pos. | Atleta                   | Tempo    | Q  |
| ---- | ------------------------ | -------- | -- |
| 1    | COL Aura María Escamilla | 2m12s717 | QF |
| 2    | CHI Fabiola Zamorano     | 2m12s721 | QF |
| 3    | VEN Zulmarys Sánchez     | 2m15s189 | QF |

### Final
A final foi disputada em 28 de julho.
| Pos.   | Atleta                   | Tempo    |
| ------ | ------------------------ | -------- |
| Ouro   | CAN Jill D'Alessio       | 2m01s977 |
| Prata  | ARG Fernanda Lauro       | 2m03s101 |
| Bronze | MEX Anca Ionela Mateescu | 2m03s721 |
| 4      | CUB Dayexi Gandarela     | 2m03s949 |
| 5      | VEN Zulmarys Sánchez     | 2m04s437 |
| 6      | BRA Naiane Pereira       | 2m05s273 |
| 7      | COL Aura María Escamilla | 2m05s591 |
| 8      | CHI Fabiola Zamorano     | 2m06s375 |
| 9      | USA Jennifer Burke       | 2m07s457 |

Legenda
| Recorde mundial                  | Recorde mundial (World record)               |                       | Recorde africano                      | Recorde africano (African) |                                           | Q | Classificado por posição (Qualified) |
| Recorde dos Jogos Pan-Americanos | Recorde pan-americano (Pan-American record)  | Recorde da América    | Recorde da América (Americas)         | q                          | Classificado por melhor tempo (Qualified) |   |                                      |
| Melhor marca do ano              | Melhor marca do ano (World leading)          | Recorde asiático      | Recorde asiático (Asian)              | DNS                        | Não largou (Did not start)                |   |                                      |
| Recorde nacional                 | Recorde nacional (National record)           | Recorde europeu       | Recorde europeu (European)            | DNF                        | Não terminou (Did not finish)             |   |                                      |
| Recorde pessoal                  | Recorde pessoal do atleta (Personal best)    | Recorde da Oceania    | Recorde da Oceania (Oceania)          | DSQ / DQ                   | Desclassificado (Disqualified)            |   |                                      |
| Recorde da temporada             | Recorde da temporada do atleta (Season best) | Recorde sul-americano | Recorde sul-americano (South America) | NM                         | Sem marca (No mark)                       |   |                                      |